# La Stampa
La Stampa är en av Italiens främsta och mest sålda dagstidningar, tryckt i Turin och distribuerad i hela Italien och andra nationer i Europa. Tidningen ägs och sköts av familjen Agnelli. 2013 hade den en tryckt upplaga på cirka 230 000 exemplar.
Tidningen grundades år 1867 under namnet Gazzetta Piemontese och köptes år 1895 upp av Alfredo Frassati som gav tidningen sitt nuvarande namn och innehåll. Efter att ha riktat kritik mot Giacomo Matteottis mördare tvingades han sälja tidningen till Giovanni Agnelli.
Tidningen startade en webbupplaga 1999.